# Abramo Allione Edizioni Musicali
La Abramo Allione Edizioni Musicali è una casa editrice musicale italiana attiva dal 1912, fondata da Abramo Allione. È conosciuta in inglese con il nome Abramo Allione Publishing Company e Abramo Allione Publishing Group.

## Storia
Nel 1919 Abramo Allione  si iscrive alla SIAE come compositore e come editore musicale, fondando le Edizioni Musicali Allione: collabora con Odoardo Spadaro (che gli dà in edizione la sua celebre Ninna nanna delle dodici mamme) e con Anacleto Francini (Bel Ami) e ancora con Rip autore del "Tango delle Rose" incluso nel film Casablanca interpretato da Humprey Bogart e Ingrid Bergman.
Nel 1922 apre una filiale a Parigi, che gli consente di comprare i diritti di molte musiche estere (e di diffondere canzoni italiane).
Tra i successi che pubblica sono particolarmente conosciute Nilo blu, Sotto il cielo delle Antille, Creola e Nannì (il cui vero titolo è, in realtà, Na Gita a li castelli), interpretata da Ettore Petrolini.
Abramo Allione interrompe l'attività della casa editrice durante la seconda guerra mondiale, per riprenderla negli anni '50; in questo periodo sposta la sede da Torino a Milano.
Nel 1965 Abramo Allione fonda la casa discografica Equipe, di cui il figlio Italo diventa direttore artistico.
Nel 1974 il fondatore si ritira da ogni attività, lasciando le edizioni musicali al figlio Italo Allione, scomparso nel 2017.
Negli anni 80 ottiene innumerevoli successi pubblicando canzoni quali Sarà perché Ti Amo interpretata dai Ricchi e Poveri, Rondò Veneziano, dell'omonimo gruppo, Sharazan di Albano E Romina Power, Forse Si Forse No di Pupo, per dirne alcune, ma soprattutto esporta nel mondo il marchio del made in Italy con i successi di Den Harrow, (Mad Desire), Gazebo (I Like Chopin), My Mine (Hypnotic Tango), P.Lion (Happy Children).
L'attività editoriale ha ancora grande successo negli anni '90 quando acquisendo la società FMA Edizioni Musicali da Federico Monti Arduini alias Il Guardiano del Faro, non solo amplia il proprio catalogo acquisendo i noti successi del Guardiano del Faro (Amore Grande Amore Libero), ma iniziando una nuova fase produttiva, lanciando con l'apporto dei figli Mario e Davide Allione una serie di produzioni prevalentemente dance che ottengono successo in tutto il continente europeo. Tra le altre Hablame Luna dei Basic Connection, Lovin' Times di Web, Run To You di T42, e ancora le canzoni di Edge Of Universe e di Earphones (After Life e Primetime Sexcrime), sino a dj Lhasa (Giulia tra tutte). Attività che non si ferma solo alla musica dance ma che prosegue con produzioni italiane tra le quali la realizzazione dell'album 2 Dance di Lucio Dalla, e recentemente i successi sanremesi di Simona Molinari, Riccardo Sinigalia e Articolo 31.
Nel 2023 i fratelli Davide e Mario Allione hanno ricevuto dal Presidente Mogolo e dal DG Gaetano Blandini un'onorificenza per i 100 anni di iscrizione dell'Abramo Allione Edizioni Musicali alla SIAE.